# Urologieverpleegkundige

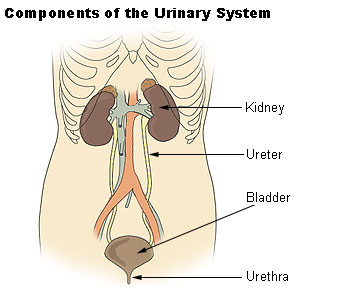
Het vakgebied van een urologieverpleegkundige.

Een urologieverpleegkundige is een verpleegkundige met een vervolgopleiding die patiënten met urologische aandoeningen begeleidt.

## Functie
Een urologieverpleegkundige begeleidt patiënten en geeft voorlichting aan patiënten over urologische ziektebeelden, medicatie, onderzoeken en de behandeling. Hierbij wordt goed samengewerkt met de uroloog. De Uroloog zal een patiënt meestal ook doorverwijzen naar een urologieverpleegkundige wanneer deze bijvoorbeeld geopereerd wordt aan de urinewegen of wanneer een patiënt met een blaaskatheter naar huis gaat. Een patiënt wordt ook naar een urologieverpleegkundige gestuurd wanneer deze aan moet leren zichzelf thuis te katheteriseren.
Een urologiverpleegkundige neemt soms ook een stukje over van de seksuoloog als het gaat om bijvoorbeeld erectiestoornissen t.g.v. een operatie aan de penis.
Patiënten met een urostoma gaan meestal langs een stomaverpleegkundige. Een urologieverpleegkundige moet desondanks deze patiëntencategorie wel kunnen begeleiden.
Tot slot is een urologieverpleegkundige meestal niet aan het bed van een patiënt op de verpleegafdeling te vinden. Hooguit om de patiënt en familie voor te lichten. Een urologieverpleegkundige heeft namelijk zijn eigen spreekkamer op de polikliniek.

## Opleiding

### Nederland
Na het behalen van het diploma verpleegkunde kan men een opleiding tot urologieverpleegkundige gaan volgen.
Lijst van verpleegkundige specialisaties · portaal · afbeeldingen